# Спортінг Канзас-Сіті II
«Спортінг Канзас-Сіті II» (англ. Sporting Kansas City II) — американський футбольний клуб з Канзас-Сіті, Канзас, заснований у 2015 році.  Домашні матчі приймає на стадіоні «Чілдренс Мерсі Парк», місткістю 18 467 глядачів. Є фарм-клубом «Спортінг Канзас-Сіті» та виступає у Західній конференції USL.

## Історія

Логотип клубу Своуп Парк Рейнджерз» у 2016–2019 роках.

Заснований у 2015 році як фарм-клуб «Спортінг Канзас-Сіті» під назвою «Своуп Парк Рейнджерз» (англ. Swope Park Rangers). З 2016 року виступав у чемпіонаті USL і того ж року вийшов у фінал Кубка USL, ставши лише другою командою в історії USL, яка зробила це у свій дебютний сезон. Втім у вирішальній грі «Своуп Парк» розгромно поступився «Нью-Йорк Ред Буллз II» з рахунком 1:5. Наступного сезону 2017 року клуб знову дійшов до фіналу, але і цього разу поступився, програвши клубу «Луїсвілл Сіті» (0:1).
У вересня 2019 року назву клубу було змінено на «Спортінг Канзас-Сіті II», яку клуб став носити з сезону 2020 року.

## Досягнення
- Кубок USL:
  - Фіналіст: 2016, 2017
- Західна конференція USL:
  - Чемпіон: 2016, 2017.